# Partida El Boter
El Boter es una partida rural situada en el término municipal de Muchamiel, en la provincia de Alicante, España. Forma parte del entorno natural de Monnegre y del Paraje Natural Municipal Bec de l'Àguila. Se ubica al noreste del municipio. Limita con las partidas mutxameleras de Baiona Alta, Tossal Redó, l'Almaina, Borratxina y el Portell de la Moleta, por parte de San Vicente del Raspeig con Boqueres, y de Alicante con Monnegre.

## Geografía
El Boter ocupa una zona montañosa perteneciente a la Sierra de Llofriu. Destaca en su territorio el Bec de l'Àguila, con 475 metros de altitud, que comparte con los municipios de San Vicente del Raspeig y Alicante, es el punto más elevado de Mutxamel. Toda la zona forma parte del Paraje Natural Municipal Bec de l’Àguila (declarado en 2022) y de la Microrreserva de Flora Bec de l’Àguila (establecida en 1999).
Las formaciones vegetales dominantes incluyen matorrales termomediterráneos y preestépicos, carrascales y pinares. Alberga especies endémicas como Vella lucentina, Sideritis leucantha, Thymus moroderi y Teucrium carolipaui.
En el interior de El Boter se encuentra la urbanización Valle del Sol, núcleo principal de población. Esta urbanización ha crecido significativamente desde finales del siglo XX.

## Historia
Históricamente, El Boter ha sido un asentamiento vinculado a la agricultura de secano: olivos, almendros y cereales. Conserva vestigios etnológicos, como antiguas cuevas artificiales excavadas en la roca, utilizadas para el almacenamiento de agua y productos agrícolas. La más conocida es la Cueva del Barco, llamada así localmente por la presencia de una pequeña embarcación varada en su entrada en el pasado.
En 2011 se completó la instalación de la red de agua potable que permitió a los primeros chalés de Valle del Sol disponer de suministro directo, gracias a un depósito ubicado en el monte de Terol, en la partida vecina de Tossal Redó.

## Economía y agricultura
En las últimas décadas, la Organización de Productores Grupo Agromark, fundada en 1984, ha adquirido numerosas fincas en El Boter para destinarlas a cultivos intensivos bajo plástico, principalmente hortalizas para exportación. Agromark ha instalado semilleros y centros de selección en la zona, transformando parte de la tradicional explotación de secano en agricultura de alta productividad. 

## Infraestructuras y servicios
Transporte público: La urbanización Valle del Sol está conectada con el casco urbano de Mutxamel mediante la línea M-1 de autobús, que hace su recorrido entre Mutxamel, Bonalba, Río Park y Valle del Sol con varias salidas diarias.
Antiguo Hotel Valle del Sol: Construido en la década de 1970 junto a la entrada de la urbanización, funcionó como alojamiento turístico hasta comienzos de los 2000, posteriormente, se comenzó la remodelación de algunas plantas, pero por problemas económicos quedó en estado de abandono. Posteriormente, en 2020, la Guardia Civil incautó 1.400 plantas de marihuana en el antiguo hotel, donde unos narcotraficantes anunciaban la apertura de una residencia de ancianos como tapadera.
Instalaciones deportivas: La partida cuenta con pistas de futbito y baloncesto, ofreciendo espacios para la práctica deportiva de los residentes y visitantes. 

## Patrimonio natural y cultural
Pinadas destacadas: Entre las formaciones boscosas sobresalen la Pinada Lo Boter, situada cerca de la urbanización Valle del Sol, y la Pinada Racó del Cura, que forma parte de la microrreserva de flora Bec de l'Àguila. Estas áreas ofrecen rutas de senderismo y son apreciadas por su valor ecológico y paisajístico.
Centro de Colombicultura de Mutxamel: La partida alberga el centro de colombicultura del municipio, en el Camí dels Cocons, donde se organizan pruebas y se fomenta esta práctica deportiva tradicional en la Comunidad Valenciana.
Barranc del Boter: Este barranco es una formación geológica que atraviesa la partida, ofreciendo un paisaje característico y rutas para los aficionados al senderismo.
Sierra del Boter: Con una altitud máxima de 316 metros, esta sierra presenta rutas de senderismo de dificultad fácil, con una distancia de aproximadamente 5,88 km y un desnivel positivo de 219 m.
Barranc dels Cocons: También una pequeña franja del barranco pertenece a esta partida.